# II liga polska w hokeju na lodzie (1971/1972)
II liga polska w hokeju na lodzie 1971/1972 – 17. sezon drugiego poziomu ligowego hokeja na lodzie w Polsce. Został rozegrany na przełomie 1971 i 1972 roku.

## Eliminacje
Po sezonie 1970/1971 przeprowadzono eliminacje o miejsce w II lidze 1971/1972. Rozgrywka toczyła się w trzech grupach.
Pierwotnie zwycięzcy trzech grup eliminacyjnych mieli rywalizować ze sobą w finale, jednak w trakcie rozgrywki władze PZHL zmienili formułę, decydując, że zwycięzcy grup automatycznie uzyskają awans do II ligi.

### Grupa Południowa
W grupie południowej rywalizowali: Elektro Łaziska Górne (mistrz okręgu katowickiego), Podhale II Nowy Targ (mistrz okręgu krakowskiego), Stal Sanok (wicemistrz okręgu krakowskiego):

#### Wyniki
I runda
- 03.03.1971[2]:
  - Stal Sanok – Podhale II Nowy Targ 11:3 (4:3, 4:1, 3:2), gole dla Stali: Mieczysław Ćwikła 3, Tadeusz Garb 3, Kazimierz Mrugała 3, Jan Paszkiewicz, Tadeusz Radzki / gole dla Podhala Rokicki, Trzebunia, Szczepaniec
- ??.03.1971:
  - Podhale II Nowy Targ – Elektro Łaziska Górne (wygrana Podhala II)
- 07.03.1971[3]:
  - Elektro Łaziska Górne – Stal Sanok 7:5 (2:4, 2:0, 3:1), mecz rozegrany na lodowisku Jantor w Katowicach; gole dla Stali: Tadeusz Garb, Zbigniew Krawczyk

II runda
- 14.03.1971[4]:
  - Podhale II Nowy Targ – Stal Sanok 4:11 (0:6, 3:2, 1:3), gole dla Stali: Jan Paszkiewicz 5, Kazimierz Mrugała 2, Tadeusz Radzki 2, Tadeusz Garb, Zbigniew Krawczyk
- ??.03.1971:
  - Elektro Łaziska Górne – Podhale II Nowy Targ 5:4
- 21.03.1971[5][6][7][8][9][10]
  - Stal Sanok – Elektro Łaziska Górne 10:6 (1:4, 1:2, 8:0), gole dla Stali: Tadeusz Garb 3, Mieczysław Ćwikła 3, Tadeusz Garb 3, Tadeusz Glimas, Kazimierz Mrugała, Jan Paszkiewicz, Zbigniew Krawczyk / gole dla Elektro: Janiak 4, Woźnikowski 2

#### Tabela
| Lp. | Zespół                | M | Pkt | W | R | P | G + | G - | +/- |
| --- | --------------------- | - | --- | - | - | - | --- | --- | --- |
| 1   | Stal Sanok            | 4 | 6   | 3 | 0 | 1 | 37  | 20  | +17 |
| 2   | Elektro Łaziska Górne | 4 | 4   | 2 | 0 | 2 |     |     |     |
| 3   | Podhale II Nowy Targ  | 4 | 2   | 1 | 0 | 3 |     |     |     |

- = awans do II ligi

Skład triumfatorów Stali Sanok: Ryszard Giera, Zbigniew Baran, Wojciech Bocoń (bramkarze), Wiktor Szlendak, Mieczysław Ćwikła, Adam Łakos, Tadeusz Glimas, Franciszek Bryniarski, Tadeusz Woźniak (obrońcy), Tadeusz Garb, Tadeusz Radzki, Wojciech Mrugała, Jan Paszkiewicz, Zbigniew Krawczyk, Jan Błażowski, Zbigniew Buczek, Jan Łakos, Adam Florczak (napastnicy) oraz Andrzej Wołkowski (trener) i Henryk Gralka (kierownik drużyny).

## Uczestnicy
W sierpniu awizowano udział dziewięciu zespołów oraz zapowiedziano start ligi na 16/17 października 1971.
Do ligi przystąpiło dziewięć zespołów: Boruta Zgierz, Cracovia, Dolmel Wrocław, KTH Krynica, GKS Jastrzębie (beniaminek), Odra Opole, Stal Sanok (beniaminek), Stoczniowiec Gdańsk, Włókniarz Zgierz.

## Wyniki
| - I dwumecz – 16-17.X.1971: - Stal Sanok – KTH Krynica 4:6 (3:2, 0:4, 1:0), 4:6 (2:2, 1:1, 1:3) - Cracovia – Odra Opole 2:1, 6:5 - Włókniarz Zgierz – Stoczniowiec Gdańsk 3:4, 1:1 - GKS Jastrzębie – Dolmel Wrocław 0:3 (w późniejszym terminie) - Boruta Zgierz – pauza - II dwumecz – 23-24.X.1971: - Stoczniowiec Gdańsk – Stal Sanok 7:3, 4:1 - Odra Opole – Boruta Zgierz - KTH Krynica – GKS Jastrzębie - Cracovia – Włókniarz Zgierz - Dolmel Wrocław – pauza - III dwumecz – 29-30.X.1971: - Stal Sanok – Cracovia 1:11 (0:2, 1:1, 0:8), 4:3 (2:1, 2:1, 0:1) - Włókniarz Zgierz – Odra Opole 3:6, 5:7 - GKS Jastrzębie – Stoczniowiec Gdańsk 1:4, 6:2 - Boruta Zgierz – Dolmel Wrocław 2:8, 2:4 - KTH Krynica – pauza - IV dwumecz – 06-07.XI.1971: - Włókniarz Zgierz – Stal Sanok 3:6 (2:3, 1:0, 0:3), 4:1 (0:0, 1:1, 3:0) - Odra Opole – Dolmel Wrocław 6:4, 5:4 - KTH Krynica – Boruta Zgierz 9:0, 6:1 - Cracovia – GKS Jastrzębie 6:0, 4:4 - Stoczniowiec Gdańsk – pauza - V dwumecz – 13-14.XI.1971: - Stal Sanok – Odra Opole 6:5 (1:4, 2:0, 3:1), 8:4 (2:1, 4:2, 2:1) - Dolmel Wrocław – KTH Krynica - Cracovia – pauza - VI dwumecz – 20-21.XI.1971 - Stal Sanok – GKS Jastrzębie 4:3 (1:1, 1:2, 2:0), 3:2 (1:1, 0:0, 2:1) - Cracovia – Boruta Zgierz 9:0, 4:2 - Odra Opole – KTH Krynica 3:1, 3:4 - Stoczniowiec Gdańsk – Dolmel Wrocław 2:4, 3:4 - Włókniarz Zgierz – pauza - VII dwumecz – 28-29.XI.1971: - KTH Krynica – Stoczniowiec Gdańsk 17:1, 4:2 - Dolmel Wrocław – Cracovia 3:3, 2:3 - GKS Jastrzębie – Odra Opole 3:5, 5:3 - Boruta Zgierz – Włókniarz Zgierz 1:3, 1:4 - Stal Sanok – pauza - VIII dwumecz – 04-05.XII.1971: - Stal Sanok – Boruta Zgierz 3:2 (1:1, 1:1, 1:0), 4:3 - Cracovia – KTH Krynica 6:3, 2:3 - Odra Opole – Stoczniowiec Gdańsk 1:3, 4:2 - Włókniarz Zgierz – Dolmel Wrocław 3:8 - GKS Jastrzębie – pauza - IX dwumecz – 11-12.XII.1971: - Dolmel Wrocław – Stal Sanok 7:1 (3:1, 1:0, 3:0), 12:1 (4:0, 5:0, 3:1) - KTH Krynica – Włókniarz Zgierz 14:1, 4:1 - Boruta Zgierz – GKS Jastrzębie 5:7, 12:1 - Cracovia – Stoczniowiec Gdańsk 6:1, 11:2 - Odra Opole – pauza |  | - I dwumecz – 08-09.I.1972: - KTH Krynica – Stal Sanok 16:3 (6:1, 3:0, 7:2), 8:0 (2:0, 3:0, 3:0) - Odra Opole – Cracovia - Stoczniowiec Gdańsk – Włókniarz Zgierz - Dolmel Wrocław – GKS Jastrzębie - Boruta Zgierz – pauza - II dwumecz – 15-16.I.1972: - Stal Sanok – Stoczniowiec Gdańsk 6:3 (1:1, 2:0, 3:2), 12:3 (2:1, 4:1, 6:1) - Boruta Zgierz – Odra Opole 2:4, 10:4 - GKS Jastrzębie – KTH Krynica 1:6, 1:6 - Włókniarz Zgierz – Cracovia 0:2, 4:7 - Dolmel Wrocław – pauza - III dwumecz – 22-23.I.1972: - Cracovia – Stal Sanok 10:1 (2:1, 2:0, 6:0), 6:2 (2:0, 0:0, 4:2) - Odra Opole – Włókniarz Zgierz 5:6, 4:8 - Stoczniowiec Gdańsk – GKS Jastrzębie 6:3, 3:5 - Dolmel Wrocław – Boruta Zgierz 9:6, 5:5 - KTH Krynica – pauza - IV dwumecz – 29-30.I.1972: - Stal Sanok – Włókniarz Zgierz 4:1 (2:1, 1:0, 0:0), 4:1 - Dolmel Wrocław – Odra Opole 10:4 (5:2, 2:0, 3:2), 2:0 (0:0, 2:0, 0:0) - Boruta Zgierz – KTH Krynica 7:9 (2:4, 4:1, 1:4), 4:9 (1:3, 2:3, 1:3) - GKS Jastrzębie – Cracovia 4:1 (2:0, 0:1, 2:0), 2:5 (0:1, 1:1, 1:3) - Stoczniowiec Gdańsk – pauza - V dwumecz – 12-13.II.1972: - Odra Opole – Stal Sanok 9:2 (5:1, 0:1, 4:0), 8:1 (2:0, 1:0, 5:1) - KTH Krynica – Dolmel Wrocław 3:4, 10:3 - Stoczniowiec Gdańsk – Boruta Zgierz 3:1, 1:5 - Włókniarz Zgierz – GKS Jastrzębie 6:4, 3:2 - Cracovia – pauza - VI dwumecz – 19-20.II.1972: - GKS Jastrzębie – Stal Sanok 4:2, 3:3 - Boruta Zgierz – Cracovia 1:7, 4:7 - KTH Krynica – Odra Opole 13:5, 5:3 - Dolmel Wrocław – Stoczniowiec Gdańsk 5:3, 8:4 - Włókniarz Zgierz – pauza - VII dwumecz – 26-27.II.1972: - Stoczniowiec Gdańsk – KTH Krynica - Cracovia – Dolmel Wrocław 5:4 - Odra Opole – GKS Jastrzębie - Włókniarz Zgierz – Boruta Zgierz - Stal Sanok – pauza - VIII dwumecz – 04-05.III.1972: - Boruta Zgierz – Stal Sanok 7:3, 3:5 - KTH Krynica – Cracovia 6:2, 4:2 - Stoczniowiec Gdańsk – Odra Opole 4:1, 2:2 - Dolmel Wrocław – Włókniarz Zgierz 5:3, 3:7 - GKS Jastrzębie – pauza - IX dwumecz – 10-13.III.1972: - Stal Sanok – Dolmel Wrocław – 10:3 (3:1, 4:0, 3:2), 4:1 (1:0, 1:1, 2:0) - Włókniarz Zgierz – KTH Krynica 7:11, 4:9 - GKS Jastrzębie – Boruta Zgierz 2:2, 2:3 - Stoczniowiec Gdańsk – Cracovia 10:5, 5:5 - Odra Opole – pauza |

Po ósmym dwumeczu II rundy tytuł mistrzowski i awans do I ligi w sezonie zapewniła sobie drużyna Cracovii, a degradacji doznały zespoły GKS Jastrzębie i Boruta Zgierz.

## Tabela
| Msc. | Zespół              | M  | Pkt | W  | R | P  | G + | G - | +/-  |
| ---- | ------------------- | -- | --- | -- | - | -- | --- | --- | ---- |
| 1    | KTH Krynica         | 32 | 56  | 0  | 0 | 0  | 239 | 92  | +147 |
| 2    | Cracovia            | 32 | 48  | 0  | 0 | 0  | 173 | 100 | +73  |
| 3    | Dolmel Wrocław      | 32 | 40  | 0  | 0 | 0  | 162 | 119 | +43  |
| 4    | Stal Sanok          | 32 | 31  | 15 | 1 | 16 | 116 | 168 | -52  |
| 5    | Odra Opole          | 32 | 26  | 0  | 0 | 0  | 133 | 148 | -15  |
| 7    | Stoczniowiec Gdańsk | 32 | 24  | 0  | 0 | 0  | 103 | 153 | -50  |
| 7    | Włókniarz Zgierz    | 32 | 24  | 0  | 0 | 0  | 111 | 149 | -38  |
| 8    | GKS Jastrzębie      | 32 | 20  | 0  | 0 | 0  | 91  | 158 | -67  |
| 9    | Boruta Zgierz       | 32 | 18  | 0  | 0 | 0  | 114 | 158 | -44  |

- = awans do I ligi
- = spadek do III ligi